# 本尼茨維爾 (印第安納州)
本尼茨維爾（英語：Bennettsville）是位於美國印地安納州克拉克縣的一個非建制地區。

## 地理
本尼茨維爾的座標為38°25′32″N 85°48′31″W / 38.42556°N 85.80861°W，而該地的平均海拔高度為174米（即571英尺）。